# Donja Trnava (Topola)
Pour les articles homonymes, voir Donja Trnava.
Donja Trnava (en serbe cyrillique : Доња Трнава) est un village de Serbie situé dans la municipalité de Topola, district de Šumadija. Au recensement de 2011, il comptait 771 habitants.

## Démographie

### Évolution historique de la population
| 1948  | 1953  | 1961  | 1971  | 1981  | 1991  | 2002 | 2011 |
| ----- | ----- | ----- | ----- | ----- | ----- | ---- | ---- |
| 1 441 | 1 466 | 1 348 | 1 243 | 1 146 | 1 076 | 921  | 771  |

|  |